# Saint-Martin-la-Pallu
Saint-Martin-la-Pallu község Franciaország Új-Aquitania régiójában, Vienne megyében. Új községként 2019. január 1-jén jött létre Saint Martin la Pallu és Varennes korábbi község egyesítésével. Az egyesüléskor Saint-Martin-la-Pallu új község népessége 5647 fő lett.
Előzőleg, 2017. január 1-jén jött létre Saint Martin la Pallu négy korábbi község: Vendeuvre-du-Poitou, Blaslay, Charrais és Cheneché egyesítésével . Lakosainak száma 5663 fő (2022. január 1.).

## Népesség
| Lakosok száma | 5546 | 5563 | 5578 | 5594 | 5620 | 5663 |
|               | 2017 | 2018 | 2019 | 2020 | 2021 | 2022 |